# ديكون مانو
ديكون مانو (بالإنجليزية: Deacon Manu) هو لاعب اتحاد الرغبي نيوزيلندي، ولد في 18 فبراير 1979 في نيو بلايموث في نيوزيلندا.

## وصلات خارجية
- ديكون مانو عل موقع إسبنسكروم (الإنجليزية)
- ديكون مانو على موقع ItsRugby.co.uk (الإنجليزية)